# オスマン帝国憲法
オスマン帝国憲法（オスマンていこくけんぽう、オスマン語: قانون اساسى, トルコ語: Kanun-ı Esasî）は、1876年に発布されたオスマン帝国における成文憲法。
当時は「基本法」と呼ばれており、憲法作成に中心的役割を果たしたミドハト・パシャの名にちなみ、ミドハト憲法とも呼ばれる。1861年に公布されたフサイン朝チュニジアの憲法に次いでイスラーム世界二番目の憲法典である。一説にはベルギーの憲法を参考にしたといわれる。しかし1878年に憲法停止となり、1908年まで30年間専制政治に復することになった。

## 歴史

### 制定の経緯
憲法が発布された1876年当時のオスマン帝国の情勢は、前年からのボスニアでの反乱（ボスニア蜂起）がブルガリアに飛び火し（4月蜂起）、これらのバルカン半島で起きたオスマン帝国に対する諸反乱に対して、ロシア帝国が正教徒の保護を口実に介入の構えを見せているという状態であった。また、西欧諸国ではこれらの反乱の鎮圧時にオスマン軍による残虐行為があったと報道され、オスマン帝国に対する不信感が生じつつあった。
このような緊迫した状況の中で、ロシアに対抗するためには諸外国のオスマン帝国に対する支持を取り付けつつ、国内においてはさらなる近代化を図る必要に迫られた。こうして近代化改革の続行を内外に示すことを目的に憲法の制定が行われることになり、皇帝・アブデュルハミト2世は憲法制定を求める勅令を出す。これに基づいて、立憲派の中心的人物であるミドハト・パシャを委員長とする制憲委員会が設けられることとなった。制憲委員会には「新オスマン人」と呼ばれる立憲派の他にキリスト教徒の委員なども含まれており、約2ヶ月の論議の末、1876年12月23日にオスマン帝国憲法は発布された。また発布に先立ち、ミドハト・パシャは大宰相（首相に相当）に任命されている。
憲法の内容は主にギュルハネ勅令や改革勅令といった、西洋化を目指すそれまでのタンズィマートによる諸成果を踏まえたものであるが、憲法に対して保守派の間で激しい抵抗があり、また、皇帝は憲法によって自らの権力が制限されることを警戒し、憲法に対して否定的であった。このためミドハト・パシャは、国家にとっての危険人物を皇帝が国外追放にすることができるという条項を加えることで皇帝と妥協し、発布にこぎ着けた。

### その後
憲法に基づいて1877年3月19日には議会が召集されたが、1878年2月14日にアブデュルハミト2世は露土戦争の敗北を口実に憲法を停止し、下院を閉鎖した。またこの憲法の父とも言えるミドハト・パシャは議会の召集を前に国外追放となっていた。この1876年の憲法の発布から1878年の停止までの期間を、オスマン帝国における「第一次立憲制」と呼んでいる。また「立憲制」はトルコ語では「メシェルティエト（Meşrutiyet）」と表記する。
これらの行為はあくまでも憲法第113条（後述）に基づく措置とされ、名目上は憲法の停止は「合法的」に行われることとなった。しかし、アブデュルハミト2世は自らの措置が合法的であるという名目を維持するために憲法を「廃止」することができず、あくまでも「停止」に止めざるを得なかった。このことは、憲法が停止されていたアブデュルハミト2世の専制期においても、皇帝の地位を保証する法的裏付けは皮肉にも停止中の憲法であったということを示しており、憲法に則って国事を行うという「姿勢」だけは停止中も維持されていたとみることができる。
とはいえ、アブデュルハミト2世が憲法停止後に反動的な専制政治を30年にわたり展開したということは事実であり、オスマン帝国憲法で謳いあげられた理念のうちのいくつかは、この間は棚上げされることを余儀なくされた。ただし、この専制復活により国内における皇帝の権威が一時回復し、帝国そのものも一時的な小康状態を得たのも確かである。
その後、当時のオスマン帝国における知識人層はこの憲法の停止状態こそがオスマン帝国の衰退に拍車をかけている元凶であると考えるようになり、憲政の復活を目指して国内外で活動を活発化させた。これらの結果、1908年の統一と進歩委員会による青年トルコ人革命によって憲政は復活することとなった。その後、第一次立憲制の終焉を招いた第113条などに若干の修正が行われた上で、1918年の第一次世界大戦におけるオスマン帝国の敗戦まで統一と進歩委員会の主導による同憲法下の政治が行われた（第二次立憲制）。

## 内容
全119条からなり、以下のような内容を含んでいた
- スルタン＝カリフ制の明文化（第4条）
- ムスリム（イスラム教徒）と非ムスリムの平等（第8条）
- オスマン語（トルコ語）が公用語であること（第18条）
- 上下両院からなる議会の開設（第42条）
- 西洋式の法律に基づく裁判所とシャリーアに基づく裁判所の並立（第87条）
- 皇帝は戒厳令を発令し、危険人物を国外追放に処すことができる権利を持つこと（第113条）